# Dimitar Yakimov
Dimitar Yakimov   (Šlegovo, 12 d'agost de 1941) és un exfutbolista búlgar de la dècada de 1960.
Fou 67 cops internacional amb la selecció búlgara amb la qual participà en la Copa del Món de Futbol de 1962, 1966 i 1970.
Pel que fa a clubs, defensà els colors de CSKA Sofia.